# Barbara Barrettová
Barbara Barrettová (* 26. prosince 1950, Indiana County, Pensylvánie) je americká manažerka a republikánská politička. Působila ve správních radách řady společností, politické aktivity jí vynesly post velvyslankyně ve Finsku v letech 2008–2009.

## Život
Barbara Barrettová pochází z Indiana County v Pennsylnánii. Roku 1972 získala bakalářský titul na Arizonské státní univerzitě (Arizona State University), poté pracovala v arizonském zákonodárném sboru jako asistentka. Současně pokračovala ve studiu, stala se magistrou humanitárních věd roku 1975 (Embry–Riddle Aeronautical University) a doktorem práv roku 1978 (University of South Carolina). To už stála v čele dvou velkých dopravních společností.
Angažovala se v Republikánské straně a po nástupu republikánů k moci roku 1980 byla jmenována místopředsedkyní Rady civilního letectví (Civil Aeronautics Board). Roku 1988 se stala, jako první žena, zástupkyní administrátora Federálního úřadu pro letectví (Federal Aviation Administration). Neztratila vztahy ani s Arizonou, v 80. letech byla společnicí phoenixské právnické firmy, předsedkyní Arizonské rady pro světové záležitosti (Arizona World Affairs Council) a Arizonské světové obchodní asociace (Arizona World Trade Association).
V 90. letech působila v soukromé sféře. Stála v čele Americké asociace managementu (American Management Association), přednášela na vysoké škole. Roku 1994 neúspěšně kandidovala na úřad guvernérky Arizony. V 21. století vedla Triple Creek Guest Ranch v Montaně a zasedala ve správních nebo dozorčích radách společností Raytheon, Aerospace, Kliniky Mayo. Od dubna 2008 do ledna 2009 vykonávala funkci velvyslankyně Spojených států amerických ve Finsku, z funkce odešla s nástupem nového demokratického prezidenta Obamy.
Je zkušenou pilotkou a první ženou, která přistála se stíhačkou F/A-18 Hornet na letadlové lodi. Sportuje, ve Finsku najezdila na kole téměř 1000 km, roku 2007 vystoupila na Kilimandžáro.
Dne 15. června 2009 společnost Space Adventures oznámila její jmenování do záložní posádky kosmické lodi Sojuz TMA-16. V posádce byla náhradnicí vesmírného turisty Guye Laliberté, člena 17. návštěvní expedice na Mezinárodní vesmírnou stanici s formálním statusem účastníka kosmického letu. Do září 2009 absolvovala výcvik kosmonauta – účastníka kosmického letu, 7. – 8. března složila záložní posádka Alexandr Skvorcov ml., Shannon Walkerová, Barabara Barrettová závěrečné předodletové zkoušky.
Barbara Barrettová je vdaná za Craiga Barretta, do května 2009 stojícího v čele společnosti Intel, mají dvě děti.